# Ross 614
Ross 614 ist ein Doppelsternsystem in 13,36 Lichtjahren Entfernung von der Sonne im Sternbild Einhorn und gehört damit zu den Sternen, die der Sonne am nächsten sind. Es besteht aus zwei Roten Zwergen, die sich in ungefähr 16,6 Jahren in einer Umlaufbahn mit einer Separation von über 2,4 AU bewegen. Beide Sterne sind veränderlich und zeigen zufällige Flares. Ross 614 A ist ein UV-Ceti-Stern.
Der größere Primärstern trägt die Bezeichnung Ross 614 A (LHS 1849), der kleinere Sekundärstern die Bezeichnung Ross 614 B (LHS 1850). Die Komponente A hat 22 % der Sonnenmasse und 25 % des Sonnenradius, die Komponente B etwa 11,7 % der Sonnenmasse und 13 % des Sonnenradius.

## Entdeckung
Ross 614 A wurde 1927 von Frank Elmore Ross am Yerkes-Observatorium mit einem 100-cm-Fernrohr entdeckt. Ross nahm dann diesen neuen Stern zusammen mit vielen anderen, die er entdeckte, in seinen gleichnamigen Katalog auf. Die Entdeckung des Doppelsternsystems erfolgte 1936 durch Dirk Reuyl unter Verwendung des 26-Zoll-Teleskops des McCormick Observatorium an der Universität von Virginia. 1951 machte Sarah L. Lippincott mit dem 61-cm-Teleskop des Sproul-Observatoriums die ersten einigermaßen genauen Vorhersagen über die Position von Ross 614 B. Diese Berechnungen wurden von Walter Baade verwendet, um das Doppelsternsystem zum ersten Mal mit dem damals neuen Hale-Teleskop am Palomar-Observatorium in Kalifornien zu finden und optisch aufzulösen.